# Båk

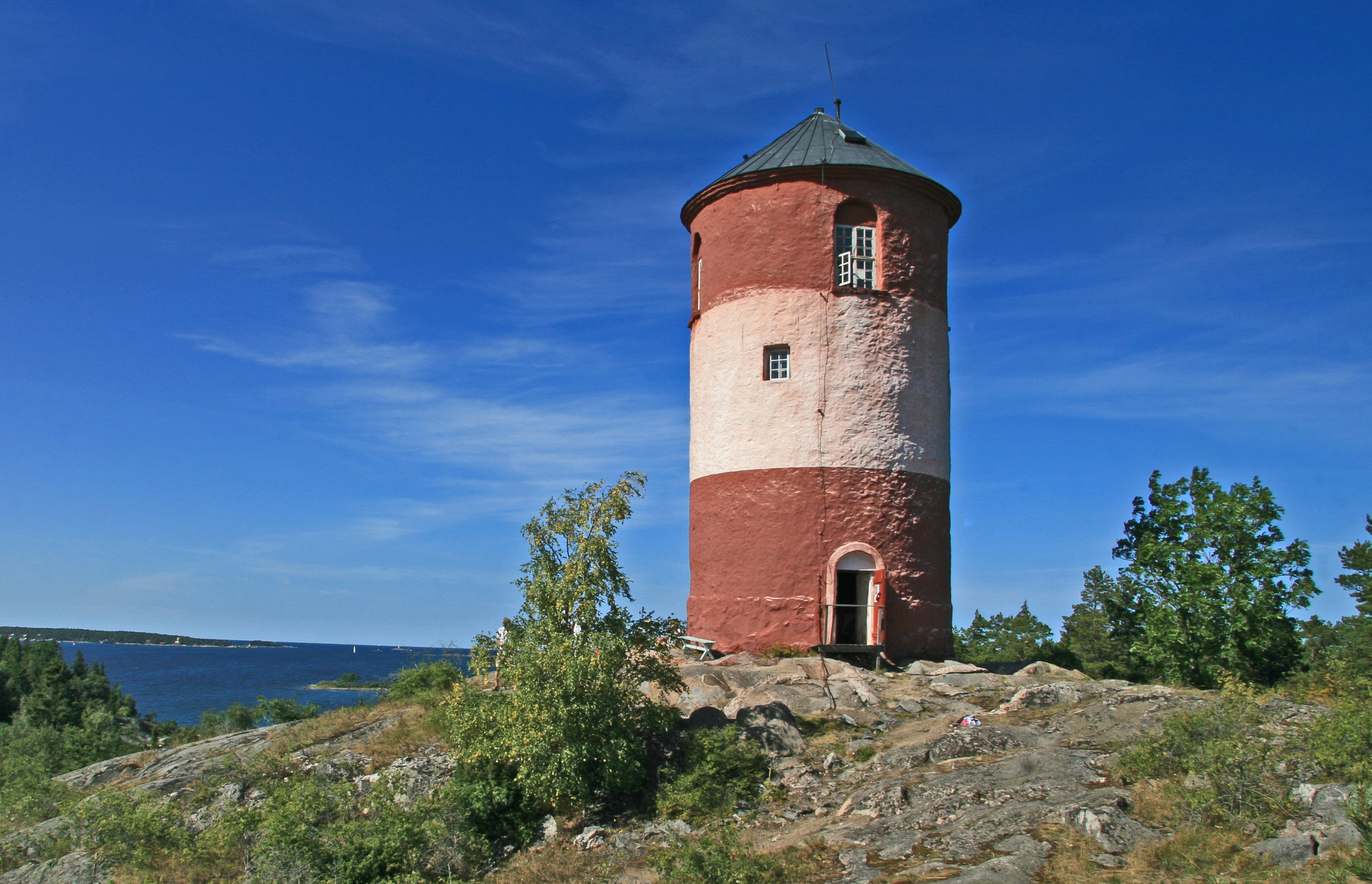
Arholma båk på Arholma

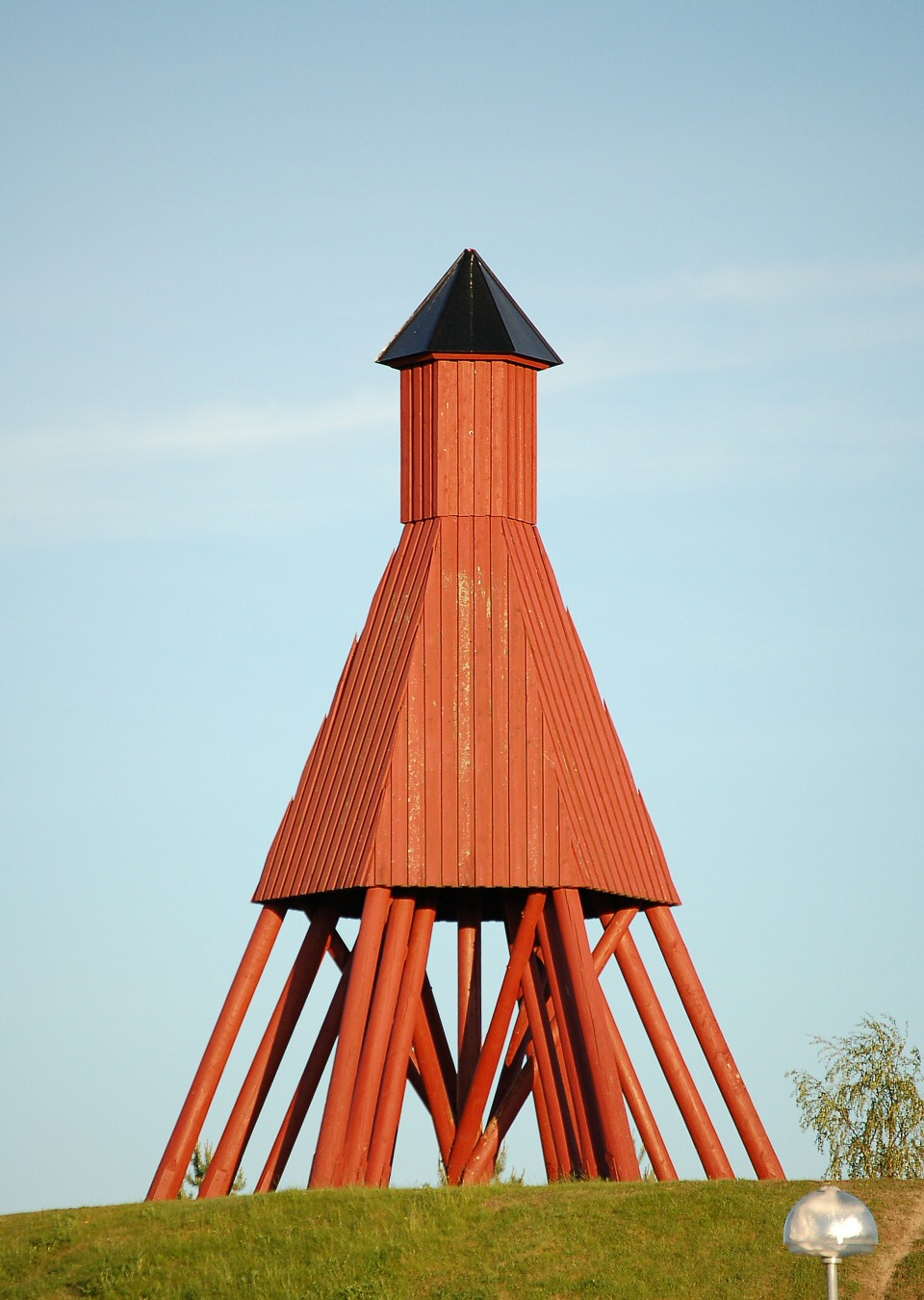
Replik av tidigare båk på ön Laikari i Oulunsalo i Finland

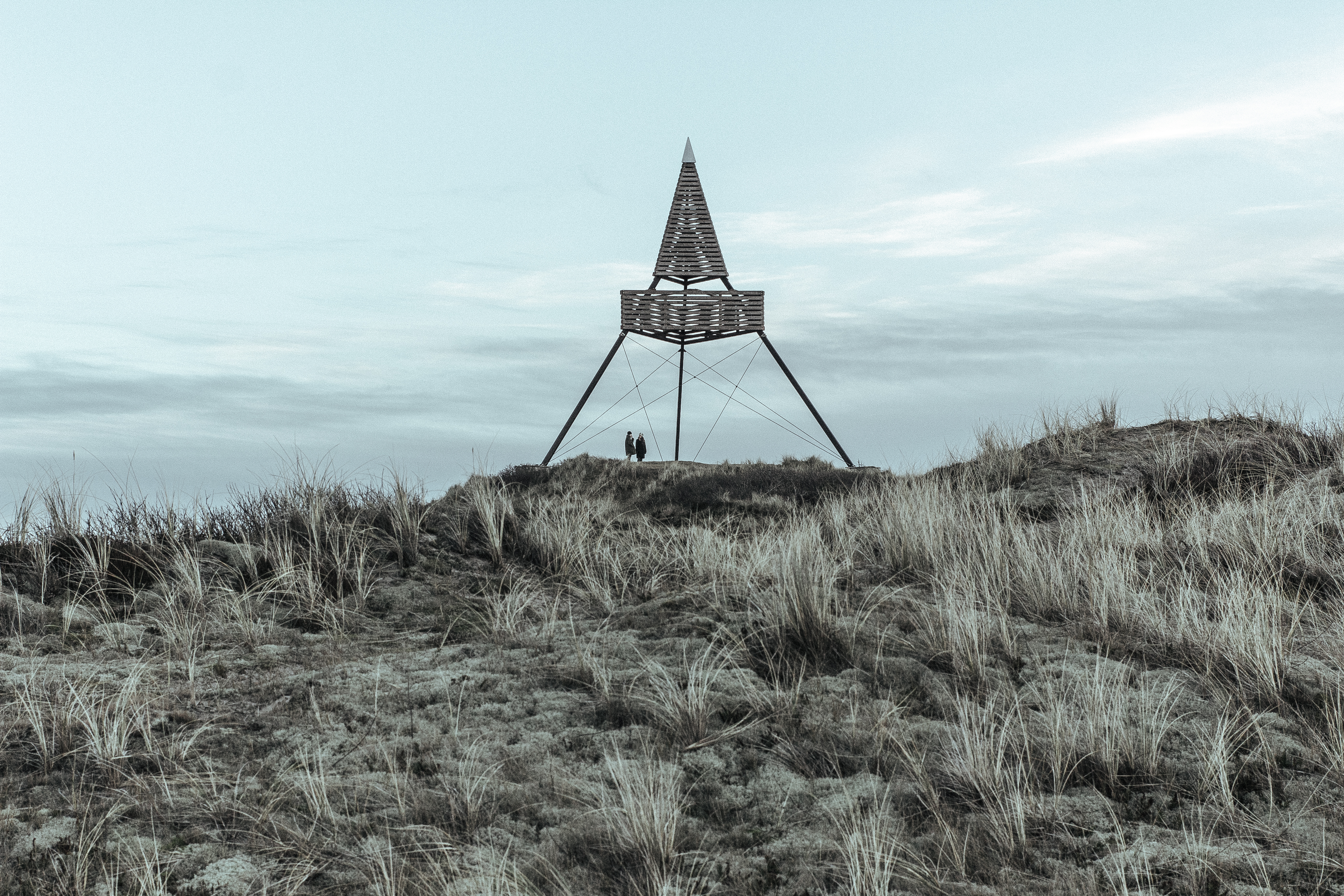
Båken på Kikkerbakken i Gammel Skagen på Jylland

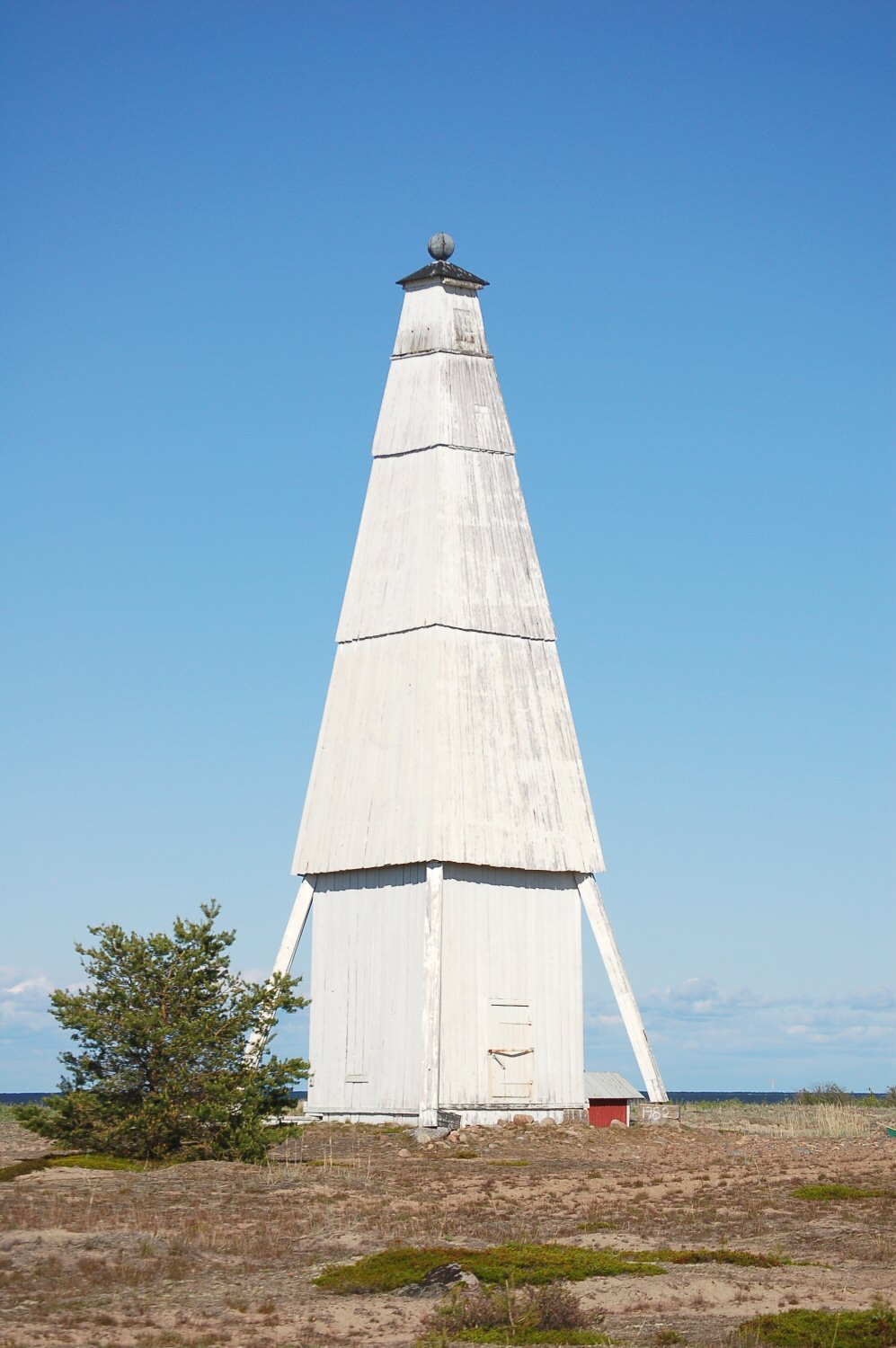
Keskiniemi båk på Karlö i Finland, byggd 1858

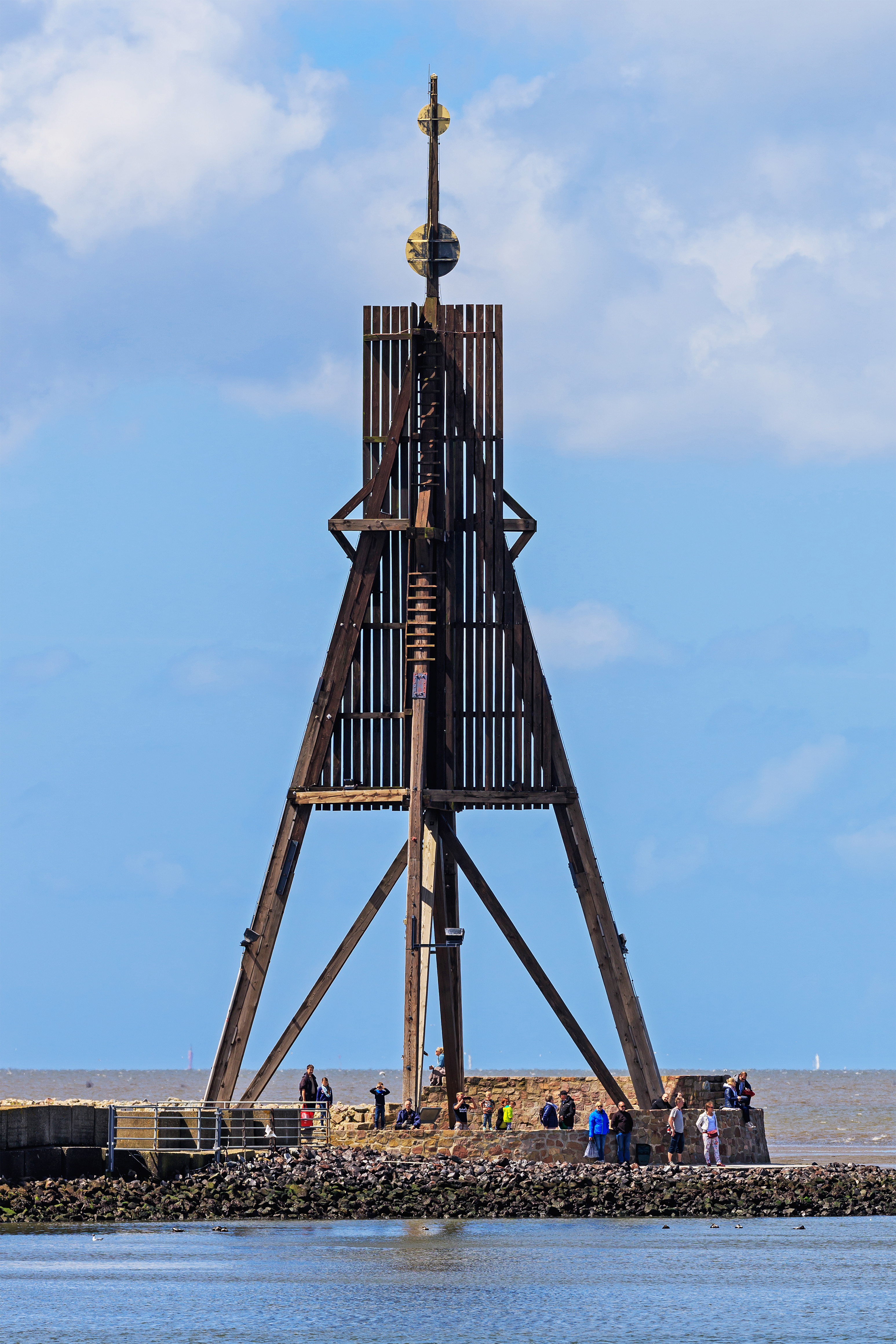
Båken i Cuxhaven i Tyskland

Båk är ett fyrliknande fast sjömärke utan ljus. En typisk utformning är en avsmalnande tornliknande konstruktion uppförd i trä, sten eller betong, som kunde vara upp till ett tiotal meter hög. De svenska båkarna blev vanligen behandlade med tjära eller målade med rödmylla. Formen var ett torn eller en pyramid.
Ett välbevarat och högt exemplar som även använts som utkikstorn av militären är Arkö båk på Arkö utanför Vikbolandet. Denna renoverades 2006 av den ideella föreningen Arkö båks vänner och är målad i karaktäristisk röd färg, förutom på nedre halvan av en av sidorna som är kritvit. Skälet till detta är att man ska kunna avgöra från vilken vinkel båken betraktas.

## Kända svenska båkar
- Arkö båk, Östergötland
- Saltskär, Bohuslän
- Stångmärket Valen på ön Kalvsund, Bohuslän
- Vinga, Västergötland
- Spårö båk i Spårö, Småland
- Hävringe, Södermanland
- Arholma båk, Arholma, Uppland
- Rataskär, Västerbotten

## Kända finländska båkar
- Rönnskärs båk
- Mässkärs båk, Jakobstad Österbotten.[3]